# キム・ガウン
キム・ガウン（朝: 김가은、1989年1月8日 - ）は大韓民国の女優である。

## 出演

### ドラマ
- スタイル（2009年、SBS）- ワン・ミヘ役
- 大胆な女（2010年、SBS）
- ジャイアント（2010年、SBS）
- 女を知らない（2010年、SBS）
- ドクター・チャンプ（2010年、SBS）- ピ・ジョンア役
- 女の香り（2011年、SBS）
- ブレイン 愛と野望（2011年、KBS2）- イ・ハヨン役[2]
- WHAT’S UP（2011年、MBN）- キム・カヨン役
- 天地人（2011年、JTBC）
- わが愛しの蝶々夫人（2012年、SBS）- キム・サルグ役
- チャン・オクチョン（2012年、SBS） - ヒャンイ役
- 君の声が聞こえる（2013年、SBS）- コ・ソンビン役[3]
- 感激時代～闇神の誕生（2014年、KBS2）- ソソ役[4]
- 朝鮮ガンマン（2014年、tvN）- ジェミ役（カメオ出演）
- 一途なタンポポちゃん（2014年、KBS2）- ミン・ドゥルレ役
- ヴァンパイアの花（2014年、NEVER）- ソヨン役[5]
- カプトンイ（2014年、tvN） - オ・マリアの患者役
- あなたを注文します（2015年、SBSプラス）- パク・ソンア役[6]
- 錐（2015年、JTBC）- ムン・ソジン役[7]
- テバク～運命の瞬間～（2016年、SBS）- ケ・ソリム役[8]
- 真夏の夢（2016年、KBS）
- ひと夏の奇跡～waiting for you（2017年、SBS）- ソン・ヨンイン役
- この恋は初めてだから（2017年、tvN）- ヤン・ホラン役[9]
- 私は道で芸能人を拾った（2018年、oksusu）- イ・ヨンソ役[10]
- まぶしくて - 私たちの輝く時間 - （2019年、JTBC）- イ・ヒョンジェ役[11]
- 風が吹く（2019年、JTBC）- ソン・イェリム役[12]
- グッバイ悲願（2019年、KBS）
- 大丈夫じゃない大人たち〜オフィス・サバイバル〜（2021年、MBC）- ソ・ナリ役[13]
- キス・シックス・センス（2022年、Disney+） - パン・ホウ役[14]
- シュルプ（2022年、tvN）- テ・ソヨン役[15]
- キング・ザ・ランド（2023、JTBC） - カン・ダウル役[16]

### 映画
- 新入社員（2012年）